# Atopophysa proximifascia
Atopophysa proximifascia är en fjärilsart som beskrevs av Louis Beethoven Prout 1926. Atopophysa proximifascia ingår i släktet Atopophysa och familjen mätare. Inga underarter finns listade i Catalogue of Life.